# The Inspection
The Inspection es una película estadounidense de drama escrita y dirigida por Elegance Bratton. La película esta protagonizada por Jeremy Pope, Raúl Castillo, McCaul Lombardi, Aaron Dominguez, Nicholas Logan, Eman Esfandi, Andrew Kai, Aubrey Joseph, Bokeem Woodbine, y Gabrielle Union.
Tendrá su estreno mundial en el Festival Internacional de Cine de Toronto de 2022 el 8 de septiembre de 2022 y fue estrenada en los Estados Unidos el 18 de noviembre de 2022 por A24. La película recibió en general una respuesta positiva de los críticos, y la actuación de Pope fue elogiada y obtuvo una nominación al Globo de Oro.

## Argumento
Ellis French se alista en el Cuerpo de Marines y termina en un campo de entrenamiento en Parris Island, Carolina del Sur. Inicialmente cumple con los requisitos físicos, pero no tiene tanto éxito en ocultar su orientación sexual, lo que lo convierte en el objetivo de una novatada casi letal del instructor de entrenamiento Leland Laws y un compañero recluta, Laurence Harvey.

## Reparto
- Jeremy Pope como Ellis French
- Gabrielle Union como Inez French
- Bokeem Woodbine como Leland Laws
- Raúl Castillo como Laurence Harvey
- McCaul Lombardi como Harvey
- Aaron Dominguez como Castro
- Nicholas Logan como Brooks

## Producción
En junio de 2021, se anunció que Jeremy Pope, Gabrielle Union, Bokeem Woodbine y Raúl Castillo se habían unido al reparto de la película, con Elegance Bratton dirigiendo a partir de un guion escrito por él mismo, con Gamechanger Films como productor y A24 como productora y distribuidora.
La fotografía principal concluyó en noviembre de 2021.

## Estreno
La película tuvo su estreno mundial en el Festival Internacional de Cine de Toronto de 2022 el 8 de septiembre de 2022. También se proyectó en la 60.ª edición del Festival de Cine de Nueva York el 14 de octubre de 2022. Su estreno en cines el 18 de noviembre de 2022 en los Estados Unidos.

## Recepción

### Crítica
The Inspection recibió reseñas generalmente positivas de parte de la crítica y de la audiencia. En el sitio web especializado Rotten Tomatoes, la película posee una aprobación de 89%, basada en 140 reseñas, con una calificación de 7.1/10 y con un consenso crítico que dice: "Aunque es frustrantemente torpe en ciertos aspectos, The Inspection es un escaparate de actores conmovedores al servicio de algunos temas verdaderamente valiosos." De parte de la audiencia tiene una aprobación de 74%, basada en más de 100 votos, con una calificación de 3.7/5.
El sitio web Metacritic le dio a la película una puntuación de 73 de 100, basada en 33 reseñas, indicando "reseñas generalmente favorables", mientras que en el sitio IMDb los usuarios le asignaron una calificación de 6.7/10, sobre la base de 4400 votos. En la página web FilmAffinity la cinta tiene una calificación de 5.8/10, basada en 336 votos.

### Premios y nominaciones
| Premio                          | Fecha de la ceremonia  | Categoría                       | Nominados                                                 | Resultado | Ref.   |
| ------------------------------- | ---------------------- | ------------------------------- | --------------------------------------------------------- | --------- | ------ |
| Premios Globo de Oro            | 10 de enero de 2023    | Mejor actor - Drama             | Jeremy Pope                                               | Nominado  | [ 13 ] |
| Premios Independent Spirit      | 4 de marzo de 2023     | Mejor actuación principal       | Jeremy Pope                                               | Pendiente | [ 14 ] |
| Premios Independent Spirit      | 4 de marzo de 2023     | Mejor actuación de apoyo        | Gabrielle Union                                           | Pendiente | [ 14 ] |
| Premios Independent Spirit      | 4 de marzo de 2023     | Mejor ópera prima               | Elegance Bratton, Effie T. Brown, Chester Algernal Gordon | Pendiente | [ 14 ] |
| National Board of Review Awards | 8 de diciembre de 2022 | Top 10 Películas Independientes | The Inspection                                            | Ganadora  | [ 15 ] |